# Mittagstal

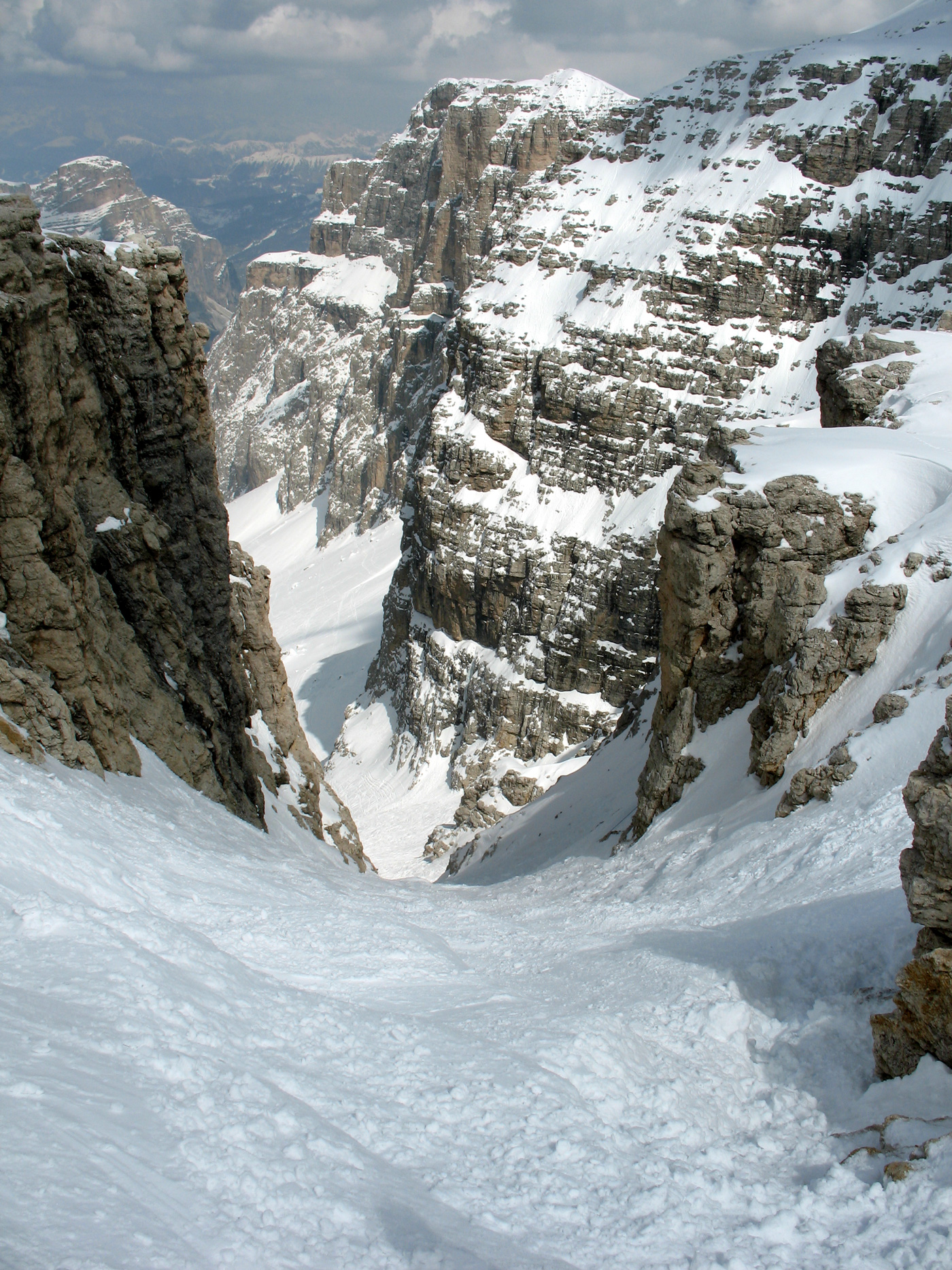
Im Winter. Einfahrt ins Tal

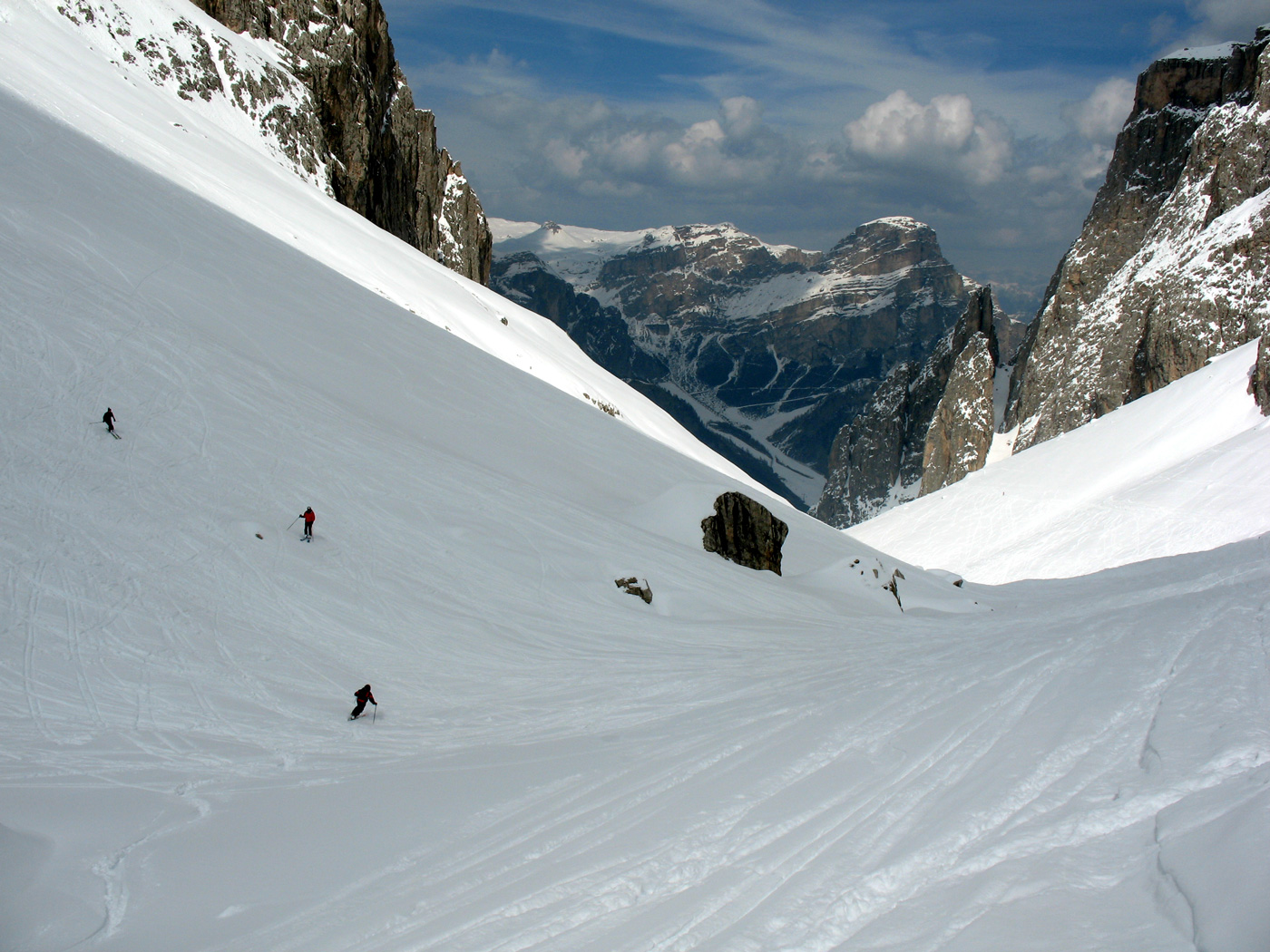
Freie Fahrt

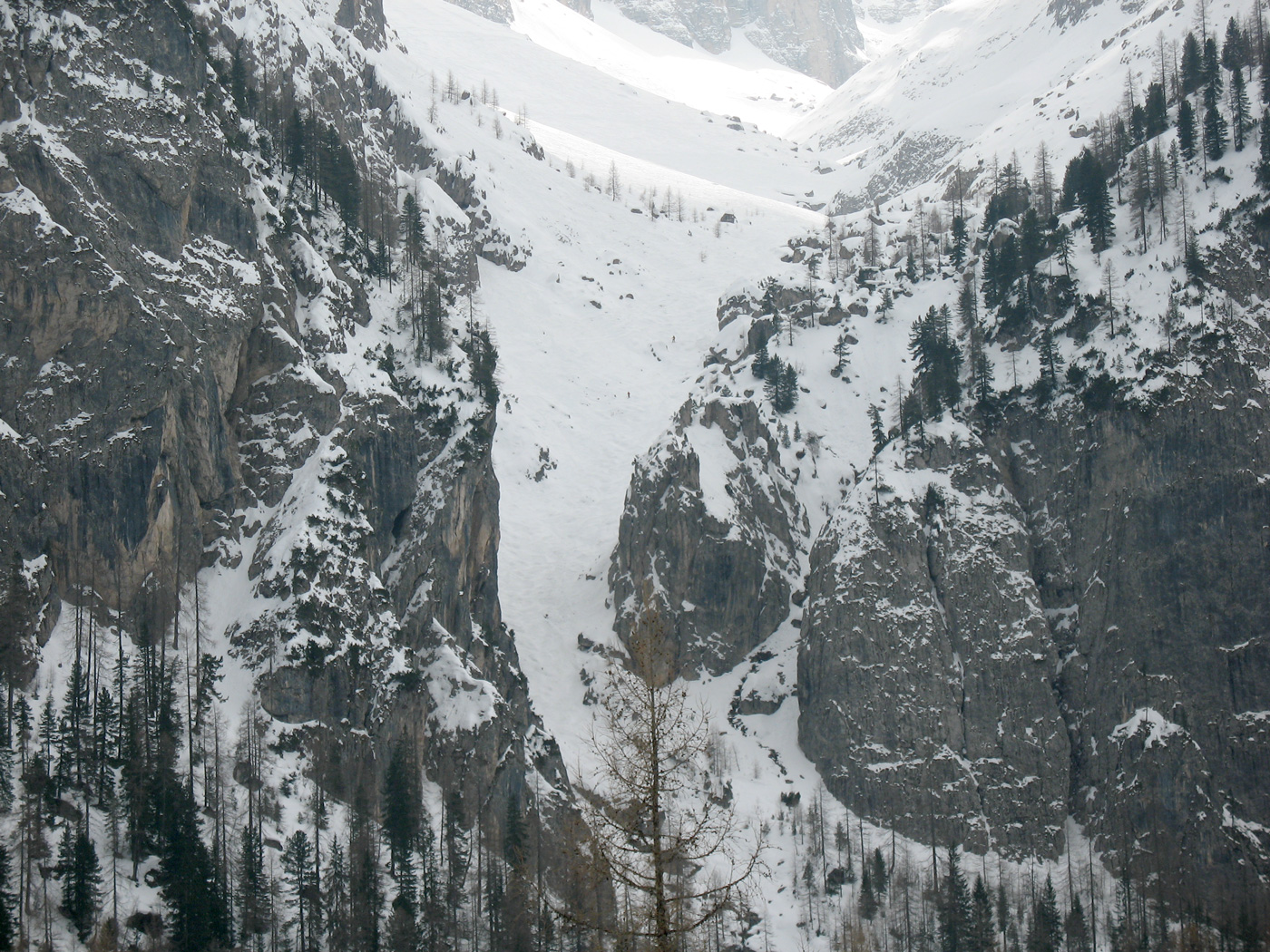
Letzter Hang

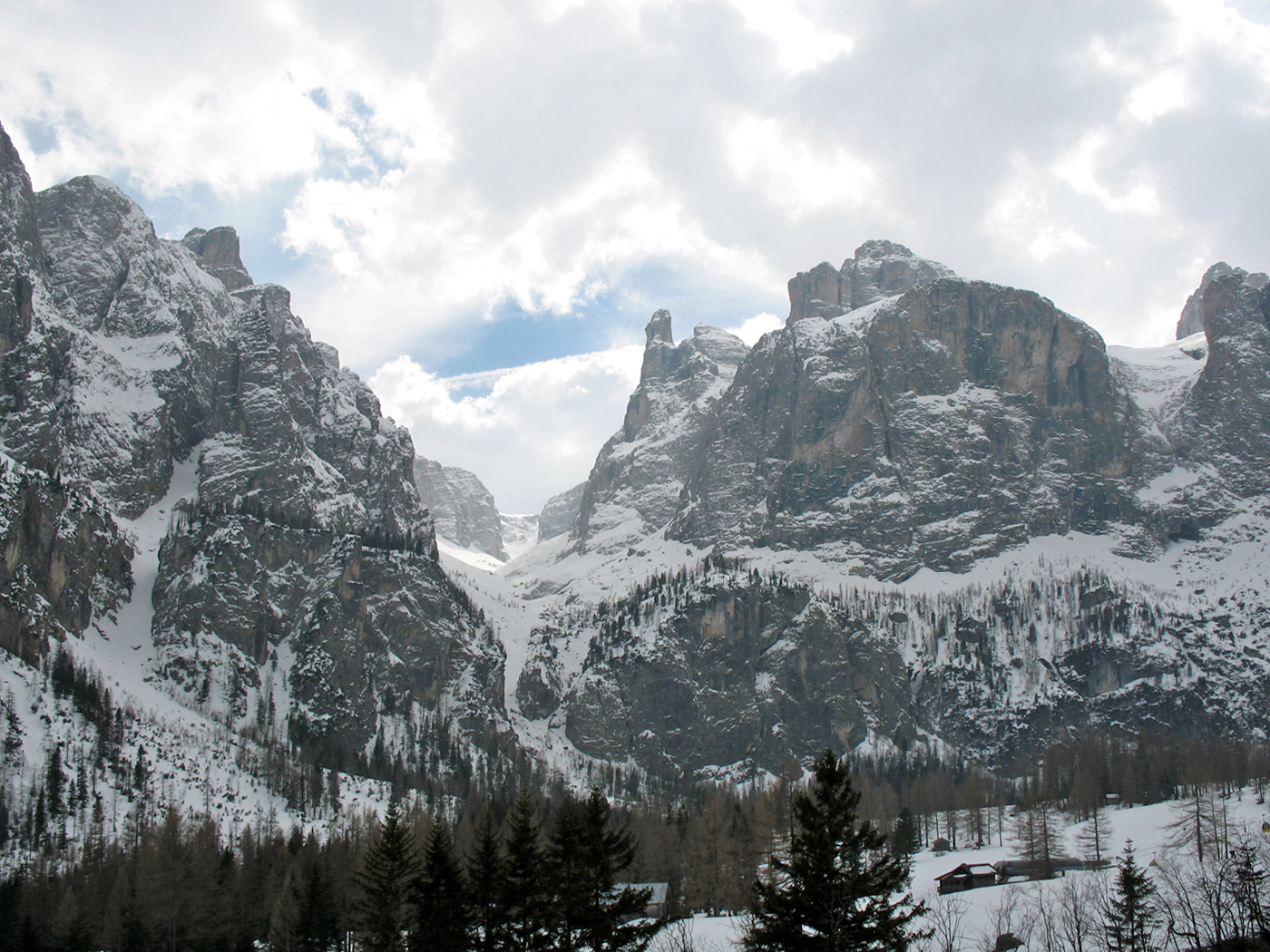
Von Kolfuschg

Das Mittagstal (ladinisch Val de Mesdì, italienisch Val Mezdì) ist ein stellenweise bis zu 45° steiles Geröll-Kar im Norden des Sella-Massivs in Südtirol (Italien). Es wird von geübten Bergwanderern und Skifahrern als besondere Herausforderung angesehen.

## Lage, Geografie und Landschaft
Das Mittagstal beginnt an der Boèhütte (2.873 m) unterhalb des Piz Boè, der mit 3.152 m höchsten Erhebung der Sellagruppe. Zwischen den hohen Wänden der Gipfel von Zwischenkofel, Torre Berger, Sass de Mesdì, Bamberger Spitze, Dent de Mesdì und Pisciadùturm im Westen sowie Neuner, Zehner, Boè-Seekofel, Pizkofel, Großem und Kleinem Mesdì-Turm im Osten fällt es sehr steil auf seinen ersten 3 km um mehr als 1.000 m auf ca. 1.800 m Höhe ab. Das von den hohen Felswänden flankierte Kar hat im oberen Abschnitt stellenweise einen schluchtartigen Charakter, an anderen Stellen weitet es sich zu größeren Geröllhalden, auf denen bis in den Frühsommer hinein noch weite Schneefelder liegen.
Das vom Pisciadù kommende Tal Val de Bosli mündet links in den unteren Bereich des Mittagstals.

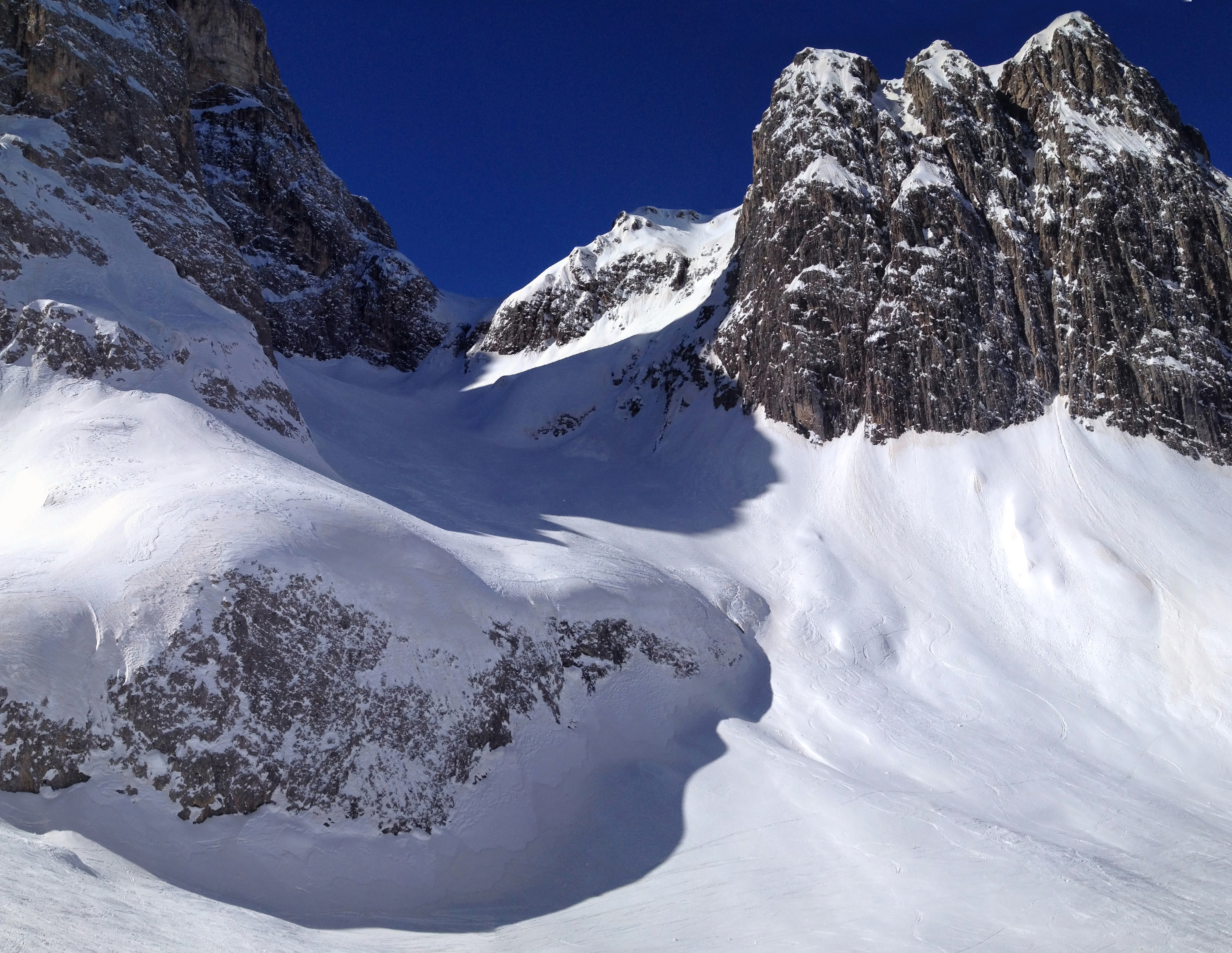
Val de Bosli vom Mittagstal aus

Der letzte Abschnitt bis zu seinem Ende in Kolfuschg (ca. 1 km) verläuft durch Nadelwald und fällt nach einer letzten Steilstufe in den Wiesengrund des Gadertals auf 1.640 m.
Durch das Mittagstal fließt der Mittagsbach (ladinisch Rü de Mesdì), der im Sommer im oberen Abschnitt trocken ist. In der regenreichen Jahreszeit bildet er unterhalb der Mesdì-Türme einen Wasserfall. Er vereinigt sich im unteren Abschnitt mit dem Pisciadù-Bach (Rü de Pisciadù) und fließt bei Kolfuschg in die Gader.

## Sport
Ausgangspunkt für Abstiege und Ski-Abfahrten durch das Mittagstal ist die Boèhütte, die nach ca. 1-stündiger leichter Wanderung vom Sass Pordoi (schnelle Seilbahn vom Pordoijoch) erreicht werden kann.
Der Abstieg war im Einstiegsbereich ein Klettersteig entlang einer Felsrinne. Zumindest seit 2019 sind alle Seilsicherungen am Weg Nr. 651 entfernt und ein Hinweisschild teilt in 3 Sprachen mit „Nur für Geübte und mit Kletterausrüstung“.
Die Skiabfahrt ist unbewacht und unbeschildert und wird vom örtlichen Touristenverband nur erfahrenen Skifahrern bei sehr guten Schneeverhältnissen in Begleitung eines Bergführers empfohlen.
In Einzelfällen ist von Extremsportlern auch Mountainbiking durch das Mittagstal unternommen worden.

## Film
Neben der Bergwelt um Cortina d’Ampezzo waren auch die Felstürme über dem Mittagstal Drehort für den Film Cliffhanger – Nur die Starken überleben mit Sylvester Stallone (1993).